# Sturmgeschütz-Abteilung 197
De Sturmartillerie-Abteilung 197 / Sturmgeschütz-Abteilung 197 / Schwere Sturmgeschütz-Abteilung 197 was tijdens de Tweede Wereldoorlog een Duitse Sturmgeschütz-eenheid van de Wehrmacht ter grootte van een afdeling, uitgerust met gemechaniseerd geschut. Deze eenheid was een zogenaamde Heerestruppe, d.w.z. niet direct toegewezen aan een divisie, maar ressorterend onder een hoger commando, zoals een legerkorps of leger.
Deze Sturmgeschütz-eenheid kwam in actie in de Balkanveldtocht in april 1941 en daarna aan het oostfront, eerst in de zuidelijke sector en later in de centrale sector. Begin 1943 werd de Abteilung omgevormd in een Schwere Panzerjäger-Abteilung.

## Krijgsgeschiedenis

### Sturmgeschütz-Abteilung 197
Sturmgeschütz-Abteilung 197 werd opgericht in Jüterbog op 25 november 1940. Daar werd de eenheid getraind tot begin februari 1941, waarna een transport volgde naar Brieg voor vervolgtraining tot eind maart 1941.
Op 7 februari 1941 werd de Sturmartillerie-Abteilung 197 omgedoopt in Sturmgeschütz-Abteilung 197.

### Sturmgeschütz-Abteilung 192
Bij het begin van de Balkanveldtocht kreeg de Abteilung marsbevel en werd bij Ehrenhausen/Gamlitz onder bevel geplaatst van de 132e Infanteriedivisie. Na door de Joegoslavische grensversterkingen gebroken te zijn, strandde de opmars voor de Drau. Vervolgens werd opgerukt naar Karlovac, waarna de opmars eindigde op 16 april. Vier dagen later ging de Abteilung alweer terug en ging naar Villach. Daar volgde onderhoud en rust en even later verplaatsing naar Silezië en later Polen.
Operatie Barbarossa werd op 22 juni gestart onder Panzergruppe 1 en vanaf 13 juli 1941 onder het 6e Leger met deelname aan de aanval op Kiev en later richting de Dnjepr in augustus. Daarna volgde een achtervolging richting Poltava, gevechten bij Charkov en Belgorod. In november volgde een mars-verplaatsing naar de Krim en nam de Abteilung van 17 december tot het eind van het jaar deel aan de eerste aanvallen op de vesting Sebastopol. Van eind februari tot eind maart 1942 nam de Abteilung deel aan defensieve gevechten op het schiereiland Kertsj. In mei nam de Abteilung deel aan Operatie Trappenjagd, de herovering van schiereiland Kertsj en vervolgens aan de verovering van Sebastopol in juni 1942.
Na een korte rustperiode volgde overplaatsing naar het gebied rond Voronezj, waar in augustus de Abteilung deel nam aan vele defensieve gevechten van het 2e Leger. Eind augustus volgde een verplaatsing naar Orel, waar de Abteiling succesvol ingreep in gevechten voor het 2e Pantserleger. In oktober volgde een verplaatsing naar het gebied rond Spas-Demensk, waar de Abteilung reserve was voor het 4e Leger. Begin januari 1943 werd al het materieel overgegeven aan het personeel van de 1e Batterij van Sturmgeschütz-Abteilung 270, dat vanuit Duitsland kwam.
Op 15 januari 1943 werd de Abteilung omgedoopt in Schwere Sturmgeschütz-Abteilung 197.

### Schwere Sturmgeschütz-Abteilung 197
Op 21 januari 1943 vertrok het personeel naar het station van Spas-Demensk en werd per trein naar Berlijn getransporteerd en kwamen op 29 januari aan in Jüterbog. Er volgde zes weken verlof.

### Einde
De Schwere Sturmgeschütz-Abteilung 197 werd op 1 april 1943 in Bruck an der Leitha omgedoopt in schwere Panzerjäger-Abteilung 653 en viel daarmee niet meer onder de Sturmartillerie.

## Samenstelling
- Staf
- 1e Batterij
- 2e Batterij
- 3e Batterij

## Commandanten
| Rang      | Naam              | Begin            | Eind             |
| --------- | ----------------- | ---------------- | ---------------- |
| Major     | Hellmut Christ    | 25 november 1940 | 9 september 1941 |
| Hauptmann | Kurt von Barisani | 9 september 1941 | oktober 1941     |
| Hauptmann | Heinz Steinwachs  | 1 november 1941  | december 1941    |
| Major     | Hellmut Christ    | december 1941    | december 1941    |
| Major     | Heinz Steinwachs  | januari 1942     | 1 april 1943     |

Major Christ moest afstand doen van het commando in december 1941 wegens ziekte. In de zomer van 1942 nam gedurende drie weken Hauptmann Kurt Narisani kort het bevel op zich.